# Livana
Livana est un village de la municipalité de Čepin (Comitat d'Osijek-Baranja) en Croatie. Au recensement de 2011, le village comptait 650 habitants.